# Рики Пинейро
Рики Пинейро (на португалски: Ricky Pinheiro, роден на 1 февруари 1989 в Германия) е португалски футболист, играещ в германския втородивизионен отбор Кайзерслаутерн.

## Кариера
Въпреки че е роден в Германия, Пинейро притежава португалско гражданство. От 4-годишна възраст той тренира в школата на Кайзерслаутерн. Преминава през всички младежки формации на клуба и на 19 години достига до аматьорския отбор на „червените дяволи“, където изиграва 19 мача през сезон 2007/08 в Оберлига Югозапад. Вторият отбор на Кайзерслаутерн завършва втори в крайното класиране и се класира за новосформираната Регионална лига Запад.
През следващия сезон офанзивният полузащитник е основен играч на регионаллигистите, а в 3. кръг бележи и първото си попадение за сезона. Постепенно е приобщен към първия отбор на Кайзерслаутерн от треньора Милан Шашич, където често влиза като резерва. В мача от пролетния полусезон 2008/09 Рики Пинейро бележи решаващото попадение за 1:0 в гостуването на Рот-Вайс Аален, което е и първото му попадение за професионален отбор.
За сезон 2009/10 на футболиста е предложен професионален договор, който след първоначален отказ, той приема.

## Успехи
- Класиране в Регионална лига Запад през 2008 г. с Кайзерслаутерн 2.